# Czyżewiczy (rejon soligorski)
Czyżewiczy (biał. Чыжэвічы; ros. Чижевичи, Cziżewiczi) – wieś na Białorusi w obwodzie mińskim, w rejonie kopylskim, w sielsowiecie Czyżewiczy. W 2019 roku liczyła 305 mieszkańców.
Znajduje się 1 km na północ od miasta Soligorska, 125 km od Mińska.
Dawniej należała do powiatu słuckiego.
Wieś magnacka położona była w końcu XVIII wieku w Księstwie Słuckim w powiecie nowogródzkim województwa nowogródzkiego.